# Edmund Neupert
Carl Frederik Edmund Neupert (1. april 1842 i Christiania – 22. juni 1888 i New York) var en norsk pianist og komponist, der i 12 år opholdt sig i København som musiker og klaverlærer.
Indtil han var 15 år blev Edmund Neupert undervist af sin far, der var musiklærer og musikhandler. Derpå rejste han til Berlin for at videruddanne sig, og debuterede som koncertpianist som 22-årig med stor succes. Under en af sine koncertrejser optrådte han 1868 i København, hvor han blev boende i 12 år (1868-1880) og blev en højt anset klaverlærer på Musikkonservatoriet. Det var også ham, der i Københavns Casino teater d. 3. april 1869 uropførte Edvard Griegs klaverkoncert, en af musiklitteraturens bedst kendte og mest spillede musikstykker, med blandt andre pianisten Anton Rubinstein som tilhører.
Efter korte ophold i Sankt Petersborg og Norge virkede han fra 1883 som klaverlærer i New York. Ved hans død skrev Bjørnstjerne Bjørnson et mindedigt Syng mig hjem, skrevet til en melodi fra en af Edmund Neuperts etuder.

## Musikken
Alle Neuperts værker er for klaver, de fleste med sigte på undervisning og øvelse.
- Drei Clavierstücke op. 1
- Drei Romanzen, op. 2
- Grande polonaise pour orchestre, op. 12
- Variationer over et originalt tema, op. 14
- 24 Koncert-etuder, op. 17
- 24 Oktav-etuder, op. 18
- Tolv etuder, op. 19
- Tolv etuder, op. 20
- Karakterstykker, op. 21
- Ti etuder, op. 22
- Før slaget – Nordisk tonebillede, op. 24
- 10 poetiske etuder, op. 25
- Studier for pianoforte, op. 26
- Sex pedalstudier, op. 27
- Fantasie-Polonaise, op. 31
- Fire karakterstykker, op. 45
- Tre klaverstykker, op. 47
- Poetiske etuder, op. 51
- Ballade, op. 57
- Norsk ballade, op. 58
- Ballade, op. 59
- Fantasistykker, op. 60
- Flygtige skitser
- samt en Mængde rent tekniske Øvelser